# 2025年土耳其抗议事件
2025年3月19日起，土耳其各地爆发大规模抗议事件，抗议的导火索为伊斯坦布尔市长埃克雷姆·伊马姆奥卢被土耳其警方逮捕。伊马姆奥卢被普遍视为是土耳其总统埃尔多安在2028年总统大选时最有力的对手。

## 背景
埃克雷姆·伊马姆奥卢隶属于共和人民党，该党由土耳其国父穆斯塔法·凯末尔·阿塔图尔克所建是土耳其最大反对党和最古老的政党。自2019年起埃克雷姆·伊马姆奥卢便一直担任伊斯坦布尔市长一职，其所属政党于2024年土耳其地方选举中赢得多个主要城市，伊马姆奥卢本人也在2024年伊斯坦布尔地方选举成功连任。随后，伊马姆奥卢在部分民调支持率领先总统雷杰普·塔伊普·埃尔多安，并被认为是共和人民党在2028年土耳其总统选举的侯选人，此举也导致伊马姆奥卢被埃尔多安视为政敌。
2025年3月19日，伊斯坦布尔大学以虚假手段为由撤销伊马姆奥卢学位，据悉土耳其总统侯选人需有高等学位，否则不得参选。数小时后，土耳其警方以涉嫌领导犯罪组织、贿赂、操纵招标及协助恐怖组织等罪名拘留伊马姆奥卢。此外，还有15名反对党市长被拘捕。土耳其反对党领袖厄兹居尔·厄泽尔将伊斯坦布尔市长伊马姆奧卢被捕一事形容為「反对我们下一任总统的政变」，并敦促反对派团结起来，作出回应。

## 時間線

### 3月19日
市長被拘留后，多达一百多名示威者聚集在伊斯坦布尔中央警察總部附近，伊馬姆奧盧被捕後被押抵該處。示威者聲援伊馬姆奧盧，同時高呼反政府和反埃爾多安的口號。 示威者將拘留定性為對土耳其民主程序和機構的攻擊，部分將其描述為「對伊馬姆奧盧的政變」。數以萬計的抗議者聚集在伊斯坦布林市政辦公室周圍。伊馬姆奧盧妻子亦呼籲支持者發聲，并表示「被拘留的不仅仅是伊马姆卢，还有1600万伊斯坦布尔市民的意志，如果我们接受它，民主将消亡，政府決心对付某个竞争者時，就是我们民主消亡的那一天。」
示威发生后，伊斯坦布尔市政府派出数百名警员镇压骚乱，并封锁警察总部附近街道和闹市内最大广场，还严令禁止示威4天。伊斯坦布尔省省长办公室则直接下令禁止一切示威活动，并调动安全部队、防暴警察和水炮车协助封锁道路。尽管如此，仍有数千名示威者在市政厅前高喊「埃尔多安，独裁者！」和「伊马姆奥卢，你并不孤单！」在示威活动中，有示威者挥舞印有凯末尔图像的土耳其国旗和张贴凯末尔海报。
安卡拉的數百名抗議者聚集在共和人民黨總部周圍，與該黨議員一同抗議。數位該黨議員試圖阻礙土耳其大國民議會的法律程序，其後遊行抗議。安卡拉市長曼蘇爾·亞瓦什表示，他將前往伊斯坦布尔，聲援為伊馬姆奧盧和當地示威者。
中東科技大學有學生舉辦遊行。阿達納、特拉布宗和伊茲密爾據報也發生示威活動。除此之外，还有数千人聚集在撤销伊马姆奥卢学位的伊斯坦布尔大学内谴责逮捕。还有400名伊斯坦布尔大学学生在大学外抗议学校撤销伊马姆奥卢学位，但遭到警方发射催泪弹驱赶。

### 3月24日
伊斯坦布尔和安卡拉学生宣布罢课，并上街示威获得沿途民众支持。埃尔多安表示示威活动已演变為暴力运动。